# Епархия Иомниума
Епархия Иомниума (лат. Dioecesis Iomnitensis) — титулярная епархия Римско-Католической церкви.

## История
Античный город Иомниум (сегодня — Тигзирт, Алжир) находился в римской провинции Нумидия и был центром одноимённой христианской епархии, которая прекратила своё существование в VII веке во время арабского нашествия.
С 1965 года епархия Иомниума является титулярной епархией Римско-Католической церкви.

## Епископы
- епископ Гонорат (упоминается в 411 году) — последователь донатизма.

## Титулярные епископы
- архиепископ Рамон Хосе Кастельяно (19.01.1965 — 20.12.1970);
- епископ Хуан Родольфо Лайсе O.F.M. Cap.[1] (5.04.1971 — 6.07.1971) — назначен епископом Сан-Луиса;
- епископ Henrique Froehlich S.J. (29.11.1971 — 26.05.1978);
- епископ Rubén Héctor di Monte (13.06.1980 — 24.03.1986) — назначен епископом Авельянды;
- епископ Fabio Suescún Mutis (3.05.1986 — 20.11.1993) — назначен епископом Перейры;
- епископ Armando Brambilla (25.03.1994 — 24.12.2011);
- епископ Jaime Calderón Calderón (5.07.2012 — по настоящее время).

## Источник
- Annuario Pontificio, Libreria Editrice Vaticana, Città del Vaticano, 2003, стр. 827, ISBN 88-209-7422-3
- Pius Bonifacius Gams, Series episcoporum Ecclesiae Catholicae, Leipzig 1931, стр. 466  (лат.)
- Stefano Antonio Morcelli, Africa christiana, Volume I, Brescia 1816, стр. 191  (лат.)